# Front de libération (Slovénie)
Pour les articles homonymes, voir Front de libération et Front de libération nationale.

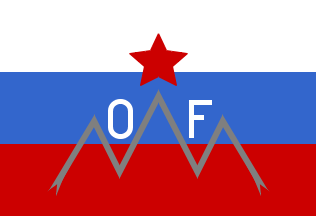
Drapeau du Front de libération de la nation slovène. Les zigzags représentent le mont Triglav.

Le Front de libération en slovène : Osvobodilna fronta, couramment abrégé en OF), en forme longue le Front de libération de la nation slovène (Osvobodilna fronta slovenskega naroda) est une organisation de résistance formée en Slovénie occupée durant la Seconde Guerre mondiale. Contrôlé pour l'essentiel par des cadres du Parti communiste slovène, le Front de libération était la branche slovène des Partisans communistes dirigés par Tito.

## Historique

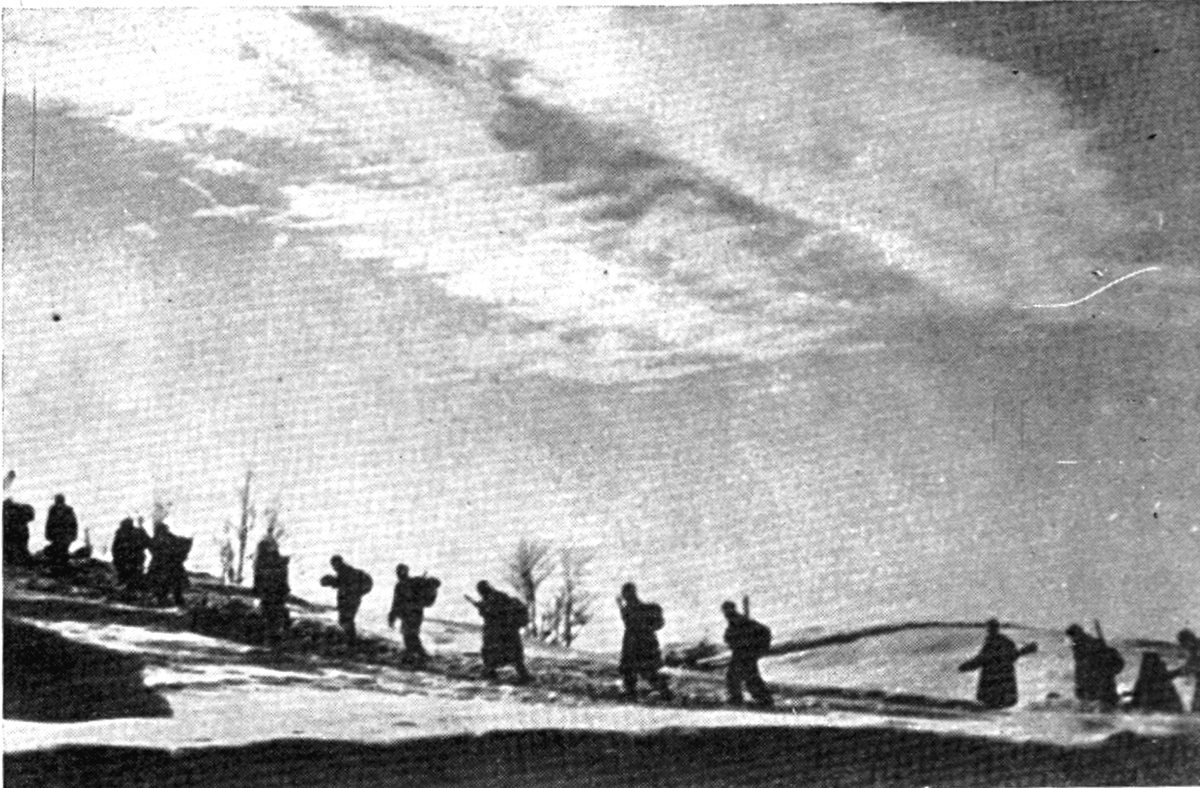
Partisans slovènes à l'hiver 1942.

Après l'invasion de la Yougoslavie en avril 1941 par l'Allemagne nazie, l'Italie et leurs alliés, le pays est occupé et démembré. Le territoire de l'actuelle Slovénie est partagé entre l'Allemagne, l'Italie et la Hongrie. La zone d'occupation allemande au Nord du pays présentant trop de dangers, c'est dans la zone italienne au Sud - dont l'Italie fait sa province de Ljubljana - que les communistes locaux commencent à s'organiser. Dès le 26 avril, ils forment une organisation clandestine, initialement baptisée le Front anti-impérialiste (Protiimperialistična fronta, ou PIF) : leurs actions se tout limitent d'abord à diffuser de la propagande. Dirigé principalement par les cadres communistes Edvard Kardelj et Boris Kidrič, le Front de libération se présente essentiellement comme une organisation « patriotique » aux idées modérées , et parle de la Slovénie comme d'une entité indépendante. L'organisation attire, outre des communistes, de chrétiens de gauche comme l'écrivain Edvard Kocbek et de libéraux de gauche. Dès le mois de juillet, les Partisans slovènes passent à l'action armée et multiplient les attaques contre les occupants : les Italiens réagissent avec brutalité et décrètent toute la province de Ljubljana zone d'opérations militaires. Les Tchetniks de Draža Mihailović, qui cherchent à s'implanter en Slovénie, noue des contacts avec les membres non-communistes du Front de libération, mais les communistes refusent tout contact avec eux. Le Front de libération, dont les actions provoquent une dure répression de la part des Italiens et qui commence à assassiner les « traîtres » qui dénoncent les Partisans locaux, ou bien qui recrutent pour les résistants de droite, en arrive à effrayer de nombreux non-communistes et à les pousser à la collaboration avec les occupants : il suscite notamment l'hostilité des élites traditionnelles slovènes, qui jugent sa politique trop risquée. Progressivement, les communistes prennent le contrôle total du Front de libération.
En 1942, les groupes de droite s'unissent pour faire face à la concurrence du Front de libération. Après avoir fondé une Alliance slovène qui ambitionne d'abord de mener la résistance en lien avec le gouvernement royal en exil, ils passent bientôt à la collaboration ouverte avec les Italiens, pour le compte desquels ils forment une Milice volontaire anticommuniste, devenant pour le Front de libération l'ennemi à combattre en priorité.
Le 1er mars 1943, le Front de libération publie une proclamation, surnommée la « déclaration des Dolomites », par laquelle ses membres libéraux et chrétiens-sociaux renoncent à toute activité autonome et reconnaissent le rôle dirigeant des communistes au sein de la résistance slovène. Du 1er au 4 octobre, les résistants slovènes organisent à Kočevje une « assemblée populaire », sorte de parlement provisoire, qui proclame la volonté du peuple slovène de former une « confédération » avec les autres peuples yougoslaves. Ils annoncent en outre leur volonté de réunifier tout le peuple slovène, en allant jusqu'à annexer des territoires autrichiens et italiens : cela entraîne des tensions avec les communistes italiens dont les réseaux se coordonnent alors avec ceux des Slovènes dans la région de Trieste. En novembre, Edvard Kardelj devient vice-premier ministre au sein du Comité national de libération de la Yougoslavie, le gouvernement provisoire des Partisans.
À la fin du conflit mondial, les communistes s'emparent de la Slovénie ; les Slovènes en profitent pour annexer des territoires italiens en Istrie et en Vénétie julienne, se livrant au passage à des massacres de populations italiennes. La République populaire de Slovénie devient ensuite une entité de la nouvelle fédération communiste yougoslave.

## Personnalités notables
- Ljuba Prenner (1906-1977) avocat et écrivain.